# Archytas metallicus
Archytas metallicus är en tvåvingeart som först beskrevs av Robineau-desvoidy 1830.  Archytas metallicus ingår i släktet Archytas och familjen parasitflugor. Inga underarter finns listade i Catalogue of Life.